# Johann Valentin Meidinger
Johann Valentin Meidinger (* 1. Mai 1756 in Frankfurt am Main; † 17. Dezember 1822 ebenda) war ein deutscher Lehrer des Französischen und Italienischen sowie Lehrbuchautor.

## Leben
Zusammen mit seinem älteren Bruder Johann Nicolaus Meidinger (1752–1828) wirkte Johan Valentin Meidinger zeit seines Lebens mit Genehmigung des Magistrats ab 1779 in Frankfurt als Privatlehrer für Französisch und Italienisch. Ebenfalls im Jahre 1779 hatten die beiden Brüder bei der Stadtverwaltung einen Antrag auf Gründung einer Schule für Französisch und Italienisch gestellt, der jedoch vom Magistrat abgelehnt wurde. Gerade hatte man nämlich in Frankfurt das „Etablissement et pension francoise en faveur d'un certain nombre de jeunes gens choisis de l'un et de l'autre sexe“ von Nicolas Hyacintes Paradis de Tavannes (1733 – nach 1781) geschlossen, mit dem man keine guten Erfahrungen gemacht hatte.
Von Meidinger stammten etablierte und renommierte Lehrbücher und Grammatiken des Französischen und Italienischen. Im Jahre 1783 gab er im Selbstverlag die Practische Französische Grammatik wodurch man diese Sprache auf eine ganz neue und sehr leichte Art in kurzer Zeit gründlich erlernen kann heraus. Das Buch wurde zu einem der populärsten Lehrbücher seiner Zeit: Bis 1857 erschienen mindestens 37 Auflagen, mit insgesamt 250.000 Exemplaren, Nach- und Raubdrucke nicht eingerechnet. Eine spezielle Fassung für Kinder (Erster Unterricht in der französischen Sprache für Kinder in Primairschulen) erreichte immerhin 26 Auflagen. Außerdem publizierte Meidinger ein deutsches Lehrbuch für den französischen Markt und eine italienische Grammatik, beide ebenfalls in mehreren Auflagen.
Anders als der Titel des Buches nahelegt, lieferte Meidinger kaum praktische Anwendungsbeispiele. Das Werk ist vielmehr als Lehrbuch der Grammatik aufgebaut, deren Regeln in den einzelnen Kapiteln ausführlich erläutert und anhand von Wortlisten zum Memorieren aufgegeben werden. Die Meidingersche Methodik fand zahlreiche Nachahmer, beispielsweise den Erlanger Universitätsprofessor Johann Christian Fick, der 1793 eine Praktische Englische Sprachlehre für Deutsche beyderley Geschlechts veröffentlichte und sich darin ausdrücklich auf Meidinger berief.
Der Erfolg des Buches hatte auch eine kuriose Konsequenz. Im Appendix seines Buches hatte Meidinger einige populäre Anekdoten als Übersetzungsbeispiele angeführt. Sein Name wurde so zum stehenden Begriff: Ein „Meidinger“ war umgangssprachlich eine längst bekannte Anekdote oder ein veralteter Witz.
Verheiratet war er mit Susanna Maria Schmidt. Ihre Söhne waren Johann Heinrich Meidinger (1792–1867), Johann Valentin (1797–1851; Buchhändler, Vater von Bertha, die Karl Gutzkow heiratete) und Johannes (1799–1843; Pfarrer in Niederrad, Vater von Heinrich Meidinger).